# Yad Kennedy

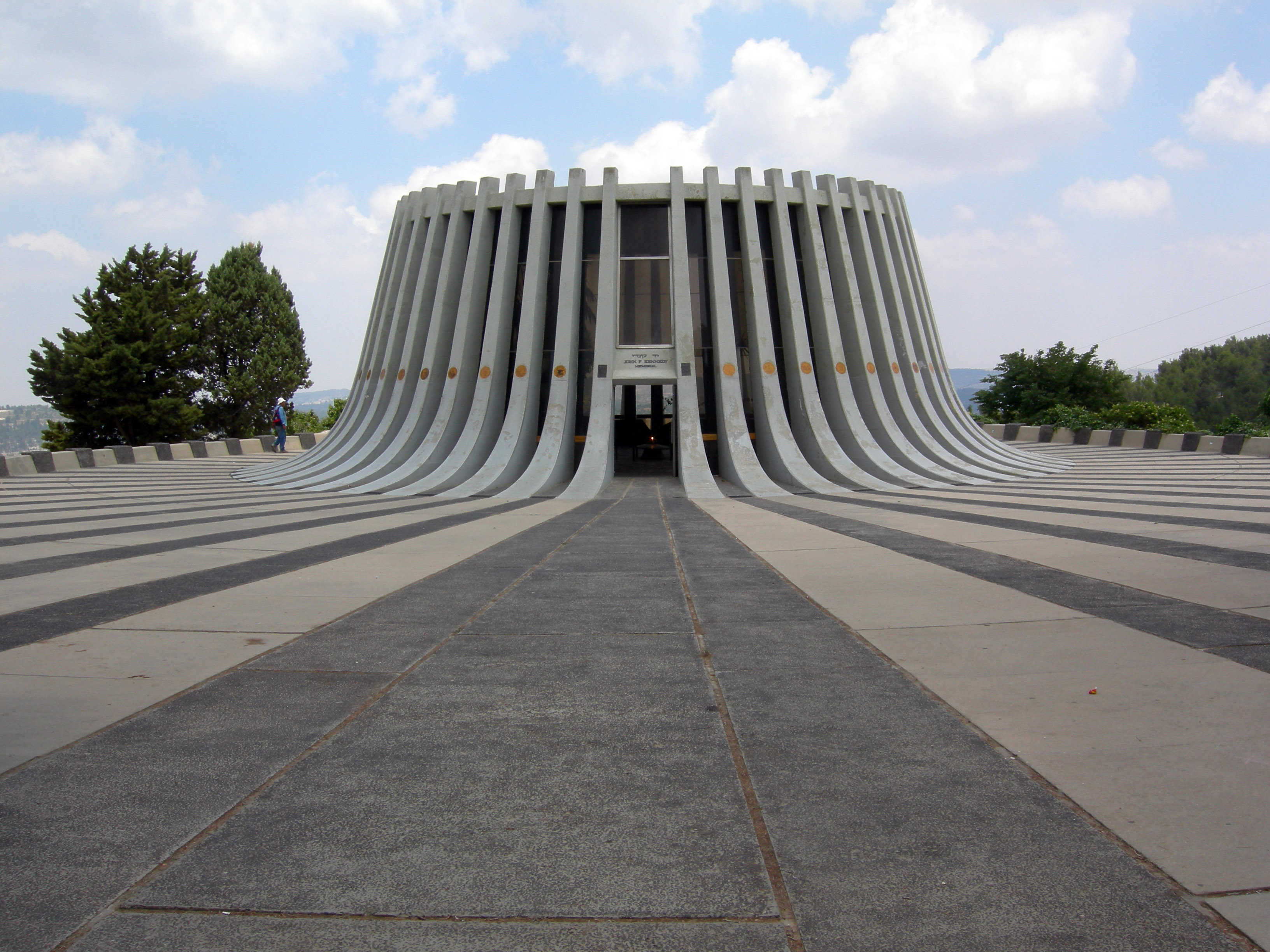
Yad Kennedy Memorial, Jerusalén.

El Yad Kennedy es un monumento dedicado al Presidente de los Estados Unidos John F. Kennedy, quien fue asesinado en 1963, ubicado en Jerusalén, Israel.
El memorial, de 60 pies de altura, (unos 18 metros) tiene la forma del tronco de un árbol cortado, simbolizando la vida de Kennedy que terminó abruptamente. Dentro de ella hay un busto de John F. Kennedy, con una "llama eterna" en el centro, el busto se encuentra rodeado de 51 columnas, en cada una de ellas está grabada la imagen de un estado. El monumento fue construido en 1966 con fondos donados por la comunidad judía de EE. UU.
Fue diseñado por el arquitecto israelita David Reznik. 
Está ubicado a siete millas (unos 11 kilómetros) del centro de Jerusalén, en la misma dirección que el Centro Médico Hadassah. Se puede llegar al lugar siguiendo el camino de las montañas pasando por Moshav Aminadav.